# Towarzystwo Rodzin i Przyjaciół Dzieci Uzależnionych
Towarzystwo Rodzin i Przyjaciół Dzieci Uzależnionych, w skrócie Powrót z „U” ma na celu zajmowanie się rodzinami w których jest uzależniony oraz niesienie im pomocy i nadziei.
2 lipca 1986 roku zarejestrowano statut Towarzystwa. Początkowo działalność polegała na prowadzeniu telefonu zaufania „Pogotowie Makowe”. najpierw w Warszawie później w innych miastach. Z każdym rokiem przybywało członków i oddziałów w całym kraju. Rozszerzały się też programy towarzystwa. Rodzice poza wzajemnym wspieraniem się zdobywali potrzebne wiadomości teoretyczne, zatrudniono psychiatrów, psychologów i terapeutów.
Obecnie „Towarzystwo Powrót z U” liczy 9 oddziałów, posiada wyspecjalizowaną kadrę terapeutów uzależnień, prowadzi wiele programów profilaktycznych, lecznictwo otwarte dla uzależnionych i zagrożonych uzależnieniem oraz poradnictwo.
Oddziały i jednostki organizacyjne będące w strukturach Towarzystwa Rodzin i Przyjaciół Dzieci Uzależnionych "Powrót z U" (na dzień 23.04.2018 r.): 
1. Zachodniopomorskie Towarzystwo Rodzin i Przyjaciół Dzieci Uzależnionych "Powrót z U" w Szczecinie
2. Częstochowskie Towarzystwo Rodzin i Przyjaciół Dzieci Uzależnionych "Powrót z U", Oddział w Częstochowie
3. Towarzystwo Rodzin i Przyjaciół Dzieci Uzależnionych "Powrót z U", Oddział Wojewódzki w Krakowie
4. Towarzystwo Rodzin i Przyjaciół Dzieci Uzależnionych "Powrót z U", Oddział Wojewódzki w Lublinie
5. Łódzki Oddział Towarzystwa Rodzin i Przyjaciół Dzieci Uzależnionych "Powrót z U"
6. Towarzystwo Rodzin i Przyjaciół Dzieci Uzależnionych "Powrót z U", Oddział Terenowy w Przeworsku
7. Kujawsko-Pomorskie Towarzystwo Rodzin i Przyjaciół Dzieci Uzależnionych "Powrót z U" w Toruniu
8. Towarzystwo Rodzin i Przyjaciół Dzieci Uzależnionych "Powrót z U", Oddział Wojewódzki we Wrocławiu
9. Towarzystwo Rodzin i Przyjaciół Dzieci Uzależnionych "Powrót z U", Oddział Terenowy w Zgorzelcu

Programy towarzystwa są finansowane przez Krajowe Centrum Przeciwdziałania Uzależnieniom, samorządy terytorialne, urzędy wojewódzkie, sponsorów prywatnych i innych.
Najwyższą władzą towarzystwa w okresie między Walnymi Zjazdami Delegatów jest Zarząd Główny, który ma siedzibę w Warszawie.

## Aktualny skład Zarządu Głównego
- Prezydium:
  - Agnieszka Słowik- przewodnicząca
  - Józef Rak - wiceprzewodniczący
  - Małgorzata Piasecka - wiceprzewodnicząca
  - Bogumiła Koman- sekretarz
  - Krystyna Łopata - członek

Towarzystwo posiada status organizacji pożytku publicznego.
- Organizacja należy do porozumienia organizacji pozarządowych Polska Federacja Społeczności Terapeutycznych,
- międzynarodowego porozumienia organizacji pozarządowych Europejska Federacja Społeczności Terapeutycznych.

## Misja Stowarzyszenia
- zrzeszanie i integracja rodzin i przyjaciół dzieci uzależnionych od środków odurzających i psychotropowych w celu ich społecznej integracji i ochrony ich interesów,
- rozwiązanie sytuacji kryzysowych w rodzinach związanych z problemem narkotykowym
- doskonalenie umiejętności rodzin w zakresie radzenia sobie z problemem narkomanii w rodzinie,

a dla osób zagrożonych uzależnieniem, bądź uzależnionych,
- nauka samodzielnego utrzymywania długofalowej abstynencji,
- lub możliwości podjęcia leczenia.

## Główne cele stowarzyszenia
- Rozwiązywanie podstawowych problemów rodzin i dzieci uzależnionych;
- Wzajemne udzielanie sobie pomocy i porad;
- Zapobieganie i przeciwdziałanie narkomanii oraz AIDS;
- Reprezentowanie interesów rodzin osób uzależnionych na zewnątrz;
- Uświadomienie zagrożeń związanych ze środkami zmieniającymi świadomość (przełamanie stereotypów i mitów związanych z korzystaniem i działaniem);
- Zdobywanie danych ilościowych i jakościowych na temat używania przez dzieci i młodzież środków zmieniających świadomość (ocena rozmiaru potrzeby pomocy i lepsze jej przygotowanie);
- Diagnozowanie problematyki uzależnienia w społeczności lokalnej;
- Uświadamianie społeczeństwu zagrożeń związanych z przyjmowaniem środków zmieniających świadomość;
- Zwiększenie liczby osób prowadzących zdrowy styl życia;
- Zwiększenie liczby osób decydujących się na leczenie;
- Umożliwienie osobie uzależnionej i jej bliskim anonimowego kontaktu z terapeutą oraz informacja o rodzajach pomocy;
- Poszerzenie kręgu osób wiedzących o możliwości pomocy;
- Motywowanie osób, które mają problem ze środkami zmieniającymi świadomość do podjęcia leczenia;
- Informowanie o rodzaju pomocy;
- Informacje na temat ośrodków rehabilitacyjnych;
- Informacje na temat zakażeń wirusem HIV;
- Prowadzenie porad;
- Prowadzenie psychoterapii indywidualnej;
- Prowadzenie telefonu zaufania – „pogotowie makowe”;
- Udzielanie konsultacje indywidualnych - spotkania osób uzależnionych oraz ich rodzin z terapeutą.

## Adres
Zarząd Główny
Towarzystwo Rodzin i Przyjaciół Dzieci Uzależnionych „Powrót z U"
87-100 Toruń, tel. 56 6226214